# Rovenská jaderná elektrárna
Rovenská jaderná elektrárna (ukrajinsky Рівненська АЕС – Rivnenska AES; rusky Ровенская АЭС – Rovenskaja AES) je jaderná elektrárna v Rovenské oblasti na Ukrajině. Leží na řece Styr, která slouží jako zdroj chlazení, u města Varaš, které vzniklo současně s její výstavbou.

## Historie a technické informace
Elektrárna Rovno je vybavena čtyřmi ruskými tlakovodními jadernými reaktory. Dvěma staršími typu VVER-440/213 s hrubým výkonem dvakrát necelých 450 MW a dvěma novějšími a výkonnějšími VVER-1000/320 s výkonem dvakrát necelých 1000 MW. 
Výstavba první reaktoru započala 1. srpna 1973, výstavba druhého 1. října 1973. Do provozu byly uvedeny 31. prosince 1980, respektive 30. prosince 1981. 
Se stavbou třetího reaktoru se začalo 1. února 1980 a se stavbou čtvrtého 1. srpna 1986. Třetí byl uveden do provozu 21. prosince 1986 a čtvrtý až 10. října 2004 a to díky kompenzaci, kterou Ukrajina získala od EU za odstavení 3. bloku v Černobylu v roce 2000. Původně měl být čtvrtý blok uveden do provozu v roce 1992 dle posledního harmonogramu z roku 1990, ale kvůli hospodářské krizi a vzniku zákonu o zákazu výstavby jaderných elektráren na Ukrajině byla výstavba zastavena.
Plán na rozšíření elektrárny o jeden další blok VVER-1000/320 byl zrušen v roce 1990 kvůli zavedení zákonu o zákazu stavbě nových reaktorů na Ukrajině a i přes jeho zrušení v roce 1993 už plán nebyl oficiálně obnoven.
V roce 2021 oznámil prezident Zelenskyj výstavbu jednoho nového reaktoru AP1000 od americké firmy Westinghouse.
Celkový výkon elektrárny je zhruba 2800 MW a provozuje ji státní společnost Energoatom.

## Informace o reaktorech
| Reaktor | Typ reaktoru  | Výkon  | Výkon   | Začátek výstavby          | Připojení k síti          | Uvedení do provozu        | Odstavení |
| Reaktor | Typ reaktoru  | Čistý  | Hrubý   | Začátek výstavby          | Připojení k síti          | Uvedení do provozu        | Odstavení |
| ------- | ------------- | ------ | ------- | ------------------------- | ------------------------- | ------------------------- | --------- |
| Rovno-1 | VVER-440/213  | 381 MW | 420 MW  | 1. 8. 1973                | 31. 12. 1980              | 21. 9. 1981               | 2040      |
| Rovno-2 | VVER-440/213  | 376 MW | 415 MW  | 1. 10. 1973               | 30. 12. 1981              | 30. 7. 1982               | 2041      |
| Rovno-3 | VVER-1000/320 | 950 MW | 1000 MW | 1. 2. 1980                | 21. 12. 1986              | 16. 5. 1987               | 2044      |
| Rovno-4 | VVER-1000/320 | 950 MW | 1000 MW | 1. 8. 1986                | 10. 10. 2004              | 6. 4. 2006                | 2064      |
| Rovno-5 | AP1000        | ?      | 1250 MW | ?                         | -                         | -                         |           |
| Rovno-5 | VVER-1000/320 | 950 MW | 1000 MW | Plány zrušeny v roce 1990 | Plány zrušeny v roce 1990 | Plány zrušeny v roce 1990 |           |
| Rovno-6 | VVER-1000/320 | 950 MW | 1000 MW | Plány zrušeny v roce 1990 | Plány zrušeny v roce 1990 | Plány zrušeny v roce 1990 |           |